# 국새 칙명지보

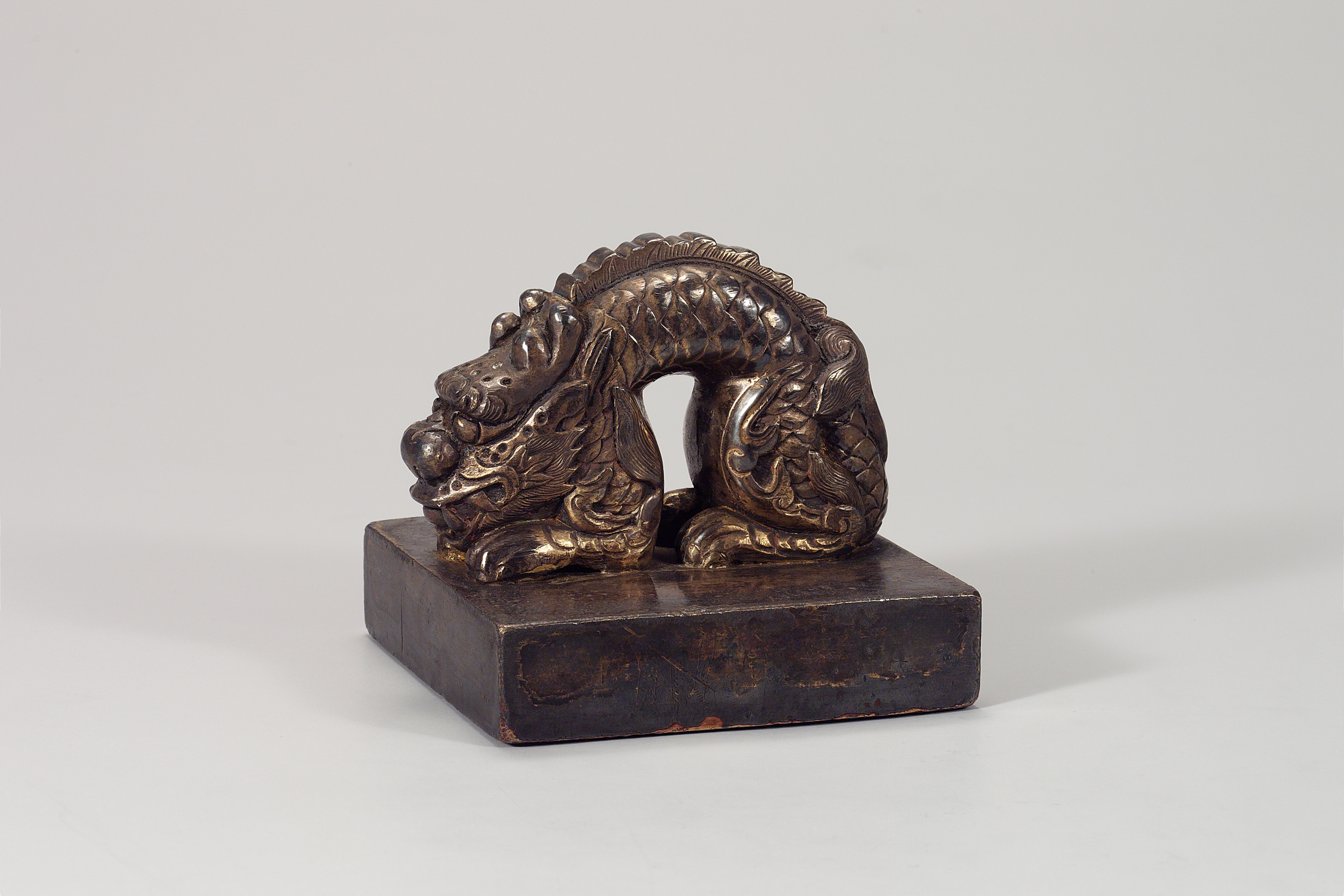
국새 칙명지보 (국립중앙박물관)

국새 칙명지보는 1897년에 만들어졌으며, 국새 가운데 하나이다. 
대한제국 황제의 명령을 일반에게 알리는 문서에 사용하였다. 1900~1907년경의 책인 보인보신총수에는 칙명지보가 천은(天銀, 품질이 좋은 은)에다 금으로 도금된 것이라고 기록되어 있다. 엑스선 형광분석법으로 조사한 결과, 은에 수은아말감 금도금된 사실이 과학적으로도 증명되었다.

## 문화재 환수 경위
이 국새는 황제국(皇帝國)의 품격에 맞게 손잡이 장식을 용 모양으로 제작하였다. 1946년 광복 1주년을 기념하여 미군정청이 일본으로부터 회수하여 우리나라에 반환한 국새로, 대한제국을 선포한 고종황제의 자주와 독립 의지를 대변하는 상징물이자 광복 후 첫 문화재 환수 사례이다.

## 소장처
칙명지보는 대한민국 국립중앙박물관에 소장, 대한제국실에 전시하고 있다.(유물번호 신241), 은제금도금이며 사이즈는 9.2×9.2×8.3cm이다.